# Leptohelea micronyx
Leptohelea micronyx är en tvåvingeart som beskrevs av Wirth och Blanton 1970. Leptohelea micronyx ingår i släktet Leptohelea och familjen svidknott.
Artens utbredningsområde är Colombia. Inga underarter finns listade i Catalogue of Life.